# فيلانيوفا دي كارازو
بلدية فيلانيوفا دي كارازو (بالإسبانية: Villanueva de Carazo)‏, هي إحدى بلديات مقاطعة برغش, التي تقع في منطقة قشتالة وليون, والتي تقع في شمال غرب إسبانيا.
يبلغ عدد سكانها 29 نسمة وفقاً لإحصائية سنة (2002).